# Серія Пашена

Основні спектральні серії у спектрі атома водню

Се́рія Паше́на (серія Ріца — Пашена) — спектральна серія атома водню, що відповідає переходам електрона між третім та вищими енергетичними рівнями. Названа на честь німецького фізика Фрідріха Пашена, який 1908 року першим спостерігав лінії цієї серії, до того передбачені швейцарським фізиком-теоретиком Вальтером Ріцем на основі його комбінаційного принципу. 
Лінії емісії утворюються під час переходу з вищих рівнів на третій, а лінії поглинання — під час переходу з третього рівня на вищі. 
Для позначення серії застосовується латинська літера P. Переходи позначаються літерами грецької абетки: між третім та четвертим енергетичними рівнями — α, між 3-м та 5-м — β і т.д. Таким чином, повне позначення спектральної лінії, що виникає при переході електрона між третім та четвертим рівнями — Pα (вимовляється: «Пашен альфа»).
Формула Рідберґа для серії Пашена має такий вигляд:
{\displaystyle {1 \over \lambda }=R\left({1 \over 3^{2}}-{1 \over n^{2}}\right),}
де n — головне квантове число, натуральне число, більше за 3;
{\displaystyle R} = 1,0973731568525(73) × 107 м−1.
Усі лінії серії Пашена розташовані в інфрачервоному діапазоні.
| Позначення                  | Pα     | Pβ     | Pγ     | Pδ     | Pε    | Pζ    | Pη    | Pθ    | Pι    | Pκ    | ... | Межа серії              |
| n                           | 4      | 5      | 6      | 7      | 8     | 9     | 10    | 11    | 12    | 13    | ... | {\displaystyle \infty } |
| Довжина хвилі у повітрі, нм | 1875,1 | 1281,8 | 1093,8 | 1004,9 | 954,6 | 922,9 | 901,5 | 886,3 | 875,0 | 866,5 |     | 820,4                   |
| Довжина хвилі у вакуумі, нм | 1875,6 | 1282,2 | 1094,1 | 1005,2 | 954,9 | 923,2 | 901,7 | 886,5 | 875,3 | 866,7 |     | 820,6                   |